# Rappestads socken
Rappestads socken i Östergötland ingick i Valkebo härad (före 1895 även del i Vifolka härad), ingår sedan 1971 i Linköpings kommun och motsvarar från 2016 Rappestads distrikt.
Socknens areal är 22,07 kvadratkilometer, varav 21,89 land. År 2000 fanns här 1 035 invånare. En del av tätorten Vikingstad samt tätorten Rappestad med sockenkyrkan Rappestads kyrka ligger i socknen. 

## Administrativ historik
Rappestads socken har medeltida ursprung.
Före 1895 hörde delar av socknen till Vifolka härad: Herrestad, Ekströmmen och Åsarp. Dessa överfördes till Valkebo härad 1895.
Vid kommunreformen 1862 övergick socknens ansvar för de kyrkliga frågorna till Rappestads församling och för de borgerliga frågorna till Rappestads landskommun. Landskommunen inkorporerades 1952 i Norra Valkebo landskommun och ingår sedan 1971 i Linköpings kommun.  Församlingen uppgick 2006 i Vikingstads församling.
1 januari 2016 inrättades distriktet Rappestad, med samma omfattning som församlingen hade 1999/2000.  
Socknen har tillhört samma fögderier och domsagor som Valkebo härad.  De indelta soldaterna tillhörde  Första livgrenadjärregementet, Stångebro kompani och Andra livgrenadjärregementet, Vestanstångs kompani.

## Geografi
Rappestads socken ligger väster om Linköping kring Lillån. Socknen är en slättbygd med mindre skogsmarker.

## Fornlämningar
Kända från socknen är en hällkista från stenåldern samt elva gravfält från järnåldern.

## Namnet
Namnet (1348, Rapustadhum) kommer från kyrkbyn. Förleden antas vara ett äldre namn på Lillån vid kyrkan, Rapa, 'falla, nedstörta' syftande på jordras i strandkanten. Efterleden är sta(d), 'plats'.

### Fotnoter
1. 1 2  Svensk Uppslagsbok andra upplagan 1947–1955: Rappestad socken
2. 1 2  Harlén, Hans; Harlén Eivy (2003). Sverige från A till Ö: geografisk-historisk uppslagsbok. Stockholm: Kommentus. Libris 9337075. ISBN 91-7345-139-8
3. ↑  ”Församlingar”. Statistiska centralbyrån. https://www.scb.se/hitta-statistik/regional-statistik-och-kartor/regionala-indelningar/forsamlingar/. Läst 30 december 2022.
4. ↑  Administrativ historik för Rappestad socken (Klicka på församlingsposten). Källa: Nationella arkivdatabasen, Riksarkivet.
5. 1 2  Sjögren, Otto (1931). Sverige geografisk beskrivning del 2 Östergötlands, Jönköpings, Kronobergs, Kalmar och Gotlands län. Stockholm: Wahlström & Widstrand. Libris 9939
6. 1 2  Nationalencyklopedin
7. ↑  Fornlämningar, Statens historiska museum: Rappestads socken
8. ↑  Fornminnesregistret, Riksantikvarieämbetet: Rappestads socken Fornminnen i socknen erhålls på kartan genom att skriva in sockennamn (utan "socken") i "Ange geografiskt område"
9. ↑  Mats Wahlberg, red (2003). Svenskt ortnamnslexikon. Uppsala: Institutet för språk och folkminnen. Libris 8998039. ISBN 91-7229-020-X. https://isof.diva-portal.org/smash/get/diva2:1175717/FULLTEXT02.pdf